# Instituto da Língua Galega
O Instituto da Língua Galega (ILG) é um instituto universitário pertencente à Universidade de Santiago de Compostela criado em 1971 para promover o uso e a normalização da língua galega, e estudá-la sincrónica e diacronicamente. Tem, junto com a Real Academia Galega, as competências oficiais para elaborar as normas da língua galega.
Suas atribuições, porém, não se limitam a isso: o trabalho com as novas tecnologias da informação é meritório, tendo produzido importantes resultados, entre os quais se podem citar os seguintes corpora:
- TMILG (Tesouro Medieval Informatizado da Língua Galega), em colaboração com o Centro de Investigação Ramón Piñeiro (CIRP)
- TILG (Tesouro Informatizado da Língua Galega)

O Instituto acolhe no seu seio conferências, congressos, simpósios e encontros sobre diferentes temas relacionados com a língua e a literatura galegas (normalização linguística, história da língua, ensino, sociolinguística etc.)